# Вайарн
Вайарн (нем. Weyarn) — община в Германии, в земле Бавария. 
Подчиняется административному округу Верхняя Бавария. Входит в состав района Мисбах.  Население составляет 3419 человек (на 31 декабря 2010 года). Занимает площадь 46,68 км².
Коммуна подразделяется на 4 сельских округа.

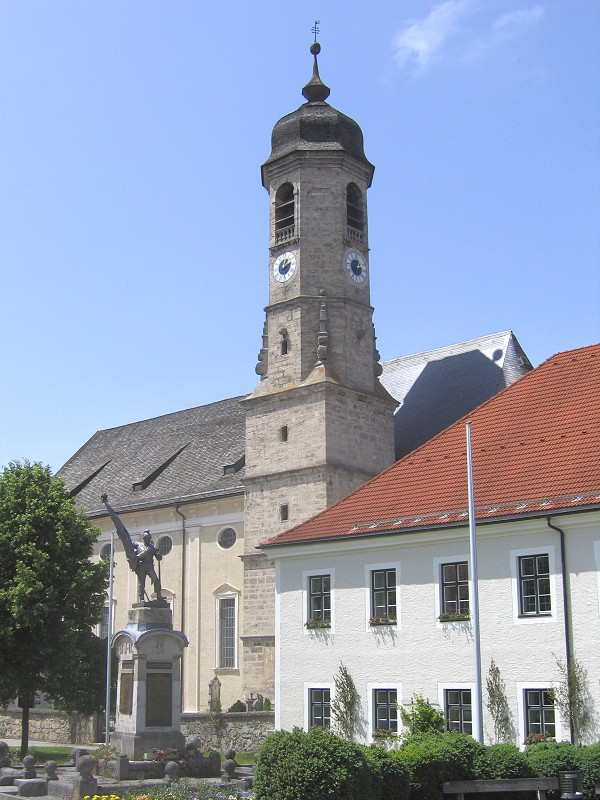
Вайарн